# Lisa McInerney
Lisa McInerney (geboren 1981 im County Galway) ist eine irische Schriftstellerin.

## Leben
McInerney wuchs bei ihrer Großmutter in Gort auf. Mit siebzehn Jahren begann sie ihr Studium am University College Cork. Sie startete 2006, als eine Vielzahl an Blogs entstanden, ihren eigenen Blog namens Arse End of Ireland, um sich eine Plattform für den Weg in die Literaturszene zu schaffen. Der Schriftsteller Kevin Barry ermutigte sie, neben ihrem Blog auch Kurzgeschichten zu schreiben.
Sie veröffentlichte 2015 ihren ersten Roman The Glorious Heresies. Der erhielt 2016 den Baileys Women’s Prize for Fiction sowie den Desmond Elliott Prize für Debütromane. Eine deutsche Fassung des Romans erschien im Juni 2018 unter dem Titel Glorreiche Ketzereien. Die Geschichte in der Art eines humorvollen Krimis, aber im Wesentlichen ohne polizeiliche Ermittler auskommend, handelt von den Verwicklungen, die die beabsichtigte heimliche Beseitigung der Leiche eines erschlagenen jungen Einbrechers nach sich zieht. Die katholische Kirche Irlands und die mit ihr traditionell verbundenen doppelmoralischen Standards sowie das Fluchen spielen eine gewisse Rolle, worauf der Buchtitel The Glorious Heresies anspielt. Im September 2016 bereits wurde bekannt, dass eine Verfilmung des Buchs in eine Fernsehserie geplant ist. Die Londoner Produktionsgesellschaft Fifty Fathoms erwarb die Rechte dafür. McInerny selber soll das Drehbuch liefern, als Regisseur steht Julian Farino fest.
Ihr zweiter Roman The Blood Miracles, der teilweise von den gleichen Protagonisten in der Stadt Cork handelt, wurde 2018 mit einem Encore Award ausgezeichnet. Die Autorin musste sich die £10,000 Preisgeld mit dem Romancier Andrew Michael Hurley teilen, der zeitgleich für seinen zweiten Roman Devil’s Day ausgezeichnet wurde.
Als ihre literarischen Einflüsse benannte die Schriftstellerin im Interview des Guardian: „As a kid Melvyn Burgess. As an adult, Hubert Selby Jr.“. Selby schriebe über Randexistenzen, Stehvermögen und die dunkleren Seiten der Realität, täte das aber mit sehr viel Liebe und Empathie gegenüber seinen Gestalten, was in der Literatur eher selten vorkomme. Hilfreich für das gegenwärtige starke Aufkommen weiblicher Literaten in Irland sei die Vielzahl der Literaturmagazine und -journale im Land, von denen einige von Frauen sowie von unabhängigen Kleinverlegern betrieben würden.
McInerney lebt mit ihrer Tochter in Galway.

## Politische Einstellungen
Im Oktober 2024 gehörte McInerney zu den Unterzeichnern eines Aufrufs zum Boykott israelischer Kulturinstitutionen, „die an der überwältigenden Unterdrückung der Palästinenser mitschuldig sind oder diese stillschweigend beobachtet haben“.

## Stilistik
Bereits als Bloggerin fiel McInerney durch ihre kräftige, saftige Wortwahl auf. Die überregionale Tageszeitung The Irish Times nannte sie daraufhin „the most talented writer at work today in Ireland“. Der Verlagslektor Mark Richards, zuständig für sie beim Verlag John Murray, fand die „Energie“ ihres Manuskripts außergewöhnlich ebenso wie ihre kraftvollen Charakterzeichnungen, so dass die handelnden Personen nicht mehr aus dem Kopf gingen. Er verglich sie darin mit Patrick McCabe and Irvine Welsh.

## Werke (Auswahl)
Romane
- The Glorious Heresies. Roman. J. Murray, London 2015
  - dt.: Glorreiche Ketzereien. Aus dem Englischen von Werner Löcher-Lawrence. Liebeskind, München 2018, ISBN 978-3-95438-091-6.
- The Blood Miracles. Roman. J. Murray, London 2017
  - dt.: Blutwunder Aus dem Englischen von Werner Löcher-Lawrence. Liebeskind, München 2019, ISBN 978-3-95438-110-4.

Kurzgeschichten
- Saturday, Boring, In: Kevin Barry (Hrsg.): Faber’s Town and Country anthology of new Irish short stories 2013[6]